# Glee: The Music, Presents the Warblers
Glee: The Music, Presents The Warblers es el séptimo álbum del elenco de la serie de televisión estadounidense Glee que se transmite por Fox en los Estados Unidos. Publicada el 19 de abril de 2011 a través de Columbia Records, que contiene trece canciones: once actuaciones de las cuales interpretaron The Warblers coro rival. Darren Criss y Chris Colfer son los vocalistas, mientras que la Universidad Tufts aparecen como voces de respaldo. Dante DiLorento y Falchuk Brad son los productores ejecutivos y sus temas han vendido más de 1,3 millones de copias.

## Grabaciones
Los miembro del Dalton Academy Warblers, es un coro rival de New Direcciones. La Dalton Academy es un instituto ficticio ubicado en el Westerville, Ohio los miembro del Dalton Academy se vio por primera vez en el capítulo de «Never Been Kissed». El episodio se puede ver por primera vez al actor invitado Darren Criss que interpreta a Blaine Anderson y a la vez es el líder del grupo. La interpretación de «Teenage Dream» de Katy Perry, fue hecha por Darren Criss junto a los miembros del coro como voces de respaldo. En el episodio "Special Education" Kurt Hummel interpreta a Chris Colfer tuvo que hacer las audiciones y logró cantar la canción «Don't Cry for Me Argentina» del musical «Evita», gracias a esta canción él pudo entrar al coro y ayudó a los miembros del Dalton Academy a interpretar la canción de Train «Hey, Soul Sister». Kurt también hace duetos con Blaine en las canciones «Animal» de Neon Trees y «Hey Monday» «Candles». Los arreglos musicales fueron hechos por Beelzebubs y alumnos de Ed Boyer y las voces de las canciones fueron grabadas en el Q Division Studios a excepción de «Teenage Dream» la cual fue grabada en Nueva York.
«Glee: The Music, Presents the Warblers» fue anunciado el 7 de marzo de 2011 por Criss en el programa Live! with Kelly. El título del álbum junto a las canciones y la carátulas fueron revelados el 23 de marzo de 2011 y la publicación el 19 de abril de 2011 La carátula del álbum refleja el uniforme de la escuela Dalton Academy Dos temas nunca fueron utilizados en la serie, y son exclusivos para el álbum, la canción de Barbra Streisand y Barry Gibb «What Kind of Fool» y una interpretación de Rod Stewart «Da Ya Think I'm Sexy?».
«Teenage Dream» fue incluida también en Glee: The Music, Volume 4, lanzado en noviembre de 2010.

## Composición
El álbum cuenta con trece canciones, de las cuales doce son a cappella junto a Beelzebubs. La otra interpretación «Blackbird» de The Beatles fueron interpretadas por Colfer apoyado con voces de fondo.

## Promoción

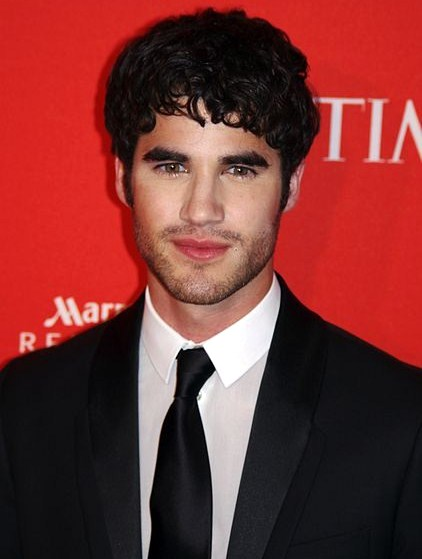
Darren Criss en la gala Time 100 de 2011.

Los primeros once temas fueron lanzados como sencillos disponibles para su descarga digital durante el transcurso de la temporada. «Teenage Dream» alcanzó el puesto número 8 en el Billboard Hot 100 en la semana de 27 de noviembre de 2010. Fue la canción más vendida en los Estados Unidos esa semana, logró 214 000 copias, la cifra más alta por el elenco de Glee que logró vender más de 500 000 copias hasta la fecha, logrando una certificación de oro para el sencillo el 13 de julio de 2011. También el sencillo llegó al número diez en Canadá, dieciocho en Irlanda, veinticuatro en Australia, y treinta y seis en el Reino Unido. Otras tres canciones han logrado entrar en el top 40 hits en el Billboard Hot 100: «Hey, Soul Sister», canción de Pink; «Raise Your Glass» y «Blackbird», en los números 29, 36 y 37, respectivamente.
La interpretación «Blackbird» fue la única que logró entrar en el Hot 100. «Hey, Soul Sister» también entró en el Top 40 hit en Canadá y en el Reino Unido también logró tener éxito. Las canciones juntas del álbum lograron vender 1.3 millones de copias.
«Teenage Dream» fue interpretada por Criss y los Warblers el 5 de diciembre de 2010 para Trevor Live, un evento anual organizado por The Trevor Project. El 22 de abril de 2011 fue interpretada en el programa The Ellen DeGeneres Show Criss también ha interpretado la canción «Teenage Dream» para la revista Rolling Stone, y «Silly Love Songs» de Wings en el Live with Regis and Kelly. Más tarde se detuvo por la revista Rolling Stone por segunda vez para cantar otras tres canciones del álbum. El 19 de abril de 2011, Criss y Warblers interpreta «Hey, Soul Sister» y «Raise Your Glass» en Today para la promoción del álbum. Criss y Warblers se unieron a la gira de conciertos 2011, Glee Live! In Concert!.

## Canciones
| N.º | Título                   | Escritor(es)                                                                             | Artista Original              | Duración |  |
| 1.  | «Teenage Dream»          | Lukasz "Dr. Luke" Gottwald, Benjamin Levin, Katy Perry                                   | Katy Perry                    | 3:40     |  |
| 2.  | «Hey, Soul Sister»       | Amund Bjørklnund, Pat Monahan                                                            | Train                         | 3:40     |  |
| 3.  | «Bills, Bills, Bills»    | Kevin "She'kspere" Briggs, Kandi Burruss, Beyoncé Knowles, LeToya Luckett, Kelly Rowland | Destiny's Child               | 3:00     |  |
| 4.  | «Silly Love Songs»       | Linda McCartney, Paul McCartney                                                          | Wings                         | 3:50     |  |
| 5.  | «When I Get You Alone»   | Robin Thicke                                                                             | Robin Thicke                  | 2:32     |  |
| 6.  | «Animal»                 | Tim Pagnotta                                                                             | Neon Trees                    | 3:11     |  |
| 7.  | «Misery»                 | Jesse Carmichael, Adam Levine, Michael Madden                                            | Maroon 5                      | 3:08     |  |
| 8.  | «Blackbird»              | John Lennon, P. McCartney                                                                | The Beatles                   | 2:20     |  |
| 9.  | «Candles»                | Mike Gentile, Sam Hollander                                                              | Hey Monday                    | 2:51     |  |
| 10. | «Raise Your Glass»       | Johan Schuster                                                                           | Pink                          | 3:18     |  |
| 11. | «Somewhere Only We Know» | Tim Rice-Oxley                                                                           | Keane                         | 3:04     |  |
| 12. | «What Kind of Fool»      | Albhy Galuten                                                                            | Barbra Streisand y Barry Gibb | 4:08     |  |
| 13. | «Da Ya Think I'm Sexy?»  | Carmine Appice, Duane Hitchings, Rod Stewart                                             | Rod Stewart                   | 3:00     |  |

## Créditos

### Créditos de presentación
- Voces principales: Darren Criss, Chris Colfer.
- Miembro del Grupo: Riker Lynch, Curt Mega, Titus Makin Jr, Dominic Barners, Sam Cantor, Conor Flynn, Cailin Mackenzie, Kent McCann, Evan Powell, Penn Rosen, Eli Seidman, Jack Thomas.
- Voces adicionales: Adam Anders, Nikki Anders, Shoshana Bean, Ed Boyer, Jeanette Olsso, David Loucks.
- Productores ejecutivos: Brad Falchuk, Dante Di Loreto, Peer Åström, Tommy Faragher.
- Coordinadores: Meaghan Lyons, Nicole Ray, Jenny Sinclair, Heather Guibert.
- Mezcla: Peer Åström, Seth Waldmann, Seth Waldmann, Robert L. Smith.
- Productores de la banda sonora: Ryan Murphy, Tommy Faragher, Adam Ander.
- Compositores: Albhy Galuten, Mike Gentile, Duane Hitchings, Sam Hollander, Beyoncé Knowles, John Lennon, Carmine Appice, Kevin She'kspere Briggs, Kandi Burruss, Duane Hitchings, Sam Hollander, Beyoncé Knowles, John Lennon, Benjamin Levin, Katy Perry, Tim Pagnotta, Tim Rice-Oxley, Linda y Paul McCartne, Pat Monahan, Kelly Rowland, Johan Schuster, Rod Stewart, Robin Thicke.

### Créditos técnicos
- Ingenieros: Adam Anders, Alex Anders, Peer Åström, Ed Boyer, Seth Waldmann.
- Contratista: Sally Stevens.
- Masterización: Dominick Maita.
- Arreglos vocales: Adam Anders, Ed Boyer.
- Músico supervisor: PJ Bloom.
- Director de arte y diseño: Dave Bett, Josh Cheuse, Dave Bett.